# 잭 스트로

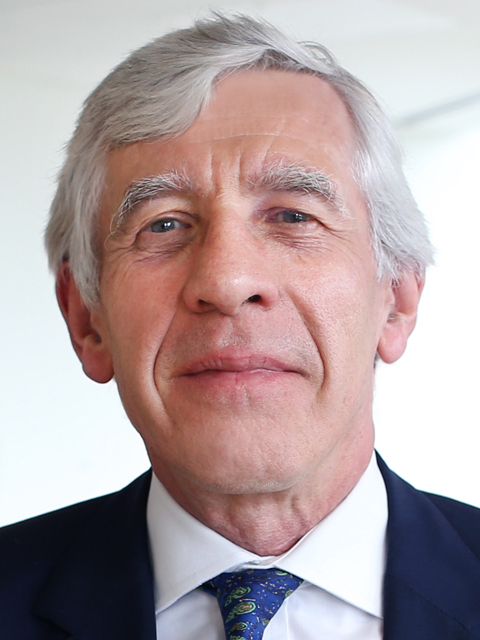
2015년 공식 초상화

잭 스트로(Jack Straw, 본명: 존 휘태커 스트로, John Whitaker Straw, 1946년 8월 3일 ~ )는 토니 블레어 경과 고든 브라운 노동당 정부 하에서 1997년부터 2010년까지 내각에서 일한 영국의 정치인이다. 블레어 총리 하에서 1997년부터 2001년까지 내무장관, 2001년부터 2006년까지 외무장관을 역임했다. 1979년부터 2015년까지 블랙번의 국회의원(MP)을 역임했다.
스트로는 에식스주에서 태어나 그의 어머니가 교사로 일했던 오클랜즈스쿨(Oaklands School)과 나중에 브렌트우드 스쿨(Brentwood School)에서 교육을 받았다. 그는 변호사로 경력을 쌓기 전에 리즈 대학교에서 법학을 공부했다. 그는 바버라 캐슬 내각 장관의 고문으로 재직했으며 1979년 영국 총선거에서 그녀가 사임했을 때 블랙번 선거구 의원으로 그녀의 뒤를 이어 의원으로 선출되었다.
2007년부터 2010년까지 그는 브라운 사역 기간 동안 대법관과 법무장관을 역임했다. 스트로는 1997년부터 2010년까지 노동당 정부 기간 동안 지속적으로 내각에서 일한 세 사람 중 한 명이며 나머지는 브라운과 앨리스터 달링이다. 2010년 영국 총선에서 노동당이 정권을 잃은 후 그는 2010년 노동당 (영국) 예비 내각 선거 이후 최전선에서 물러날 의도로 잠시 예비 부총리 겸 예비 법무부 장관을 역임했다.